# Grand Temple de Lyon

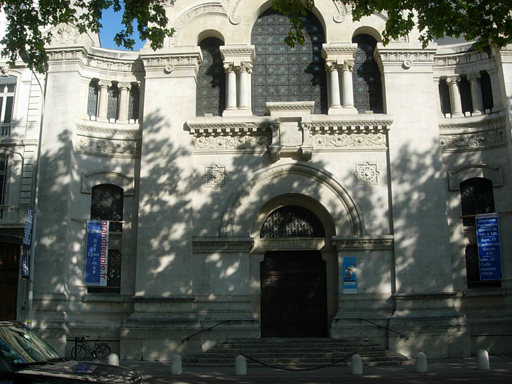
Eingangsfassade

Der Grand Temple de Lyon ist eine evangelische Kirche am Ufer der Rhone, im 3. Arrondissement von Lyon. Sie ist Eigentum der reformierten Kirche von Lyon und seit dem 28. Juli 2011 ein klassifiziertes Denkmal (Monument historique classé). Die Kirchengemeinde gehört zur Vereinigten Protestantischen Kirche Frankreichs.

## Geschichte
Die Kirche wurde 1884 vom evangelischen Architekten Gaspard André (1840–1896) konstruiert. Der Gottesdienst zur Einweihung fand am 1. Mai 1884 statt.
Die Arbeiten der im Jahr 2010 begonnenen vollständigen Renovierung konnten Ende 2012 erfolgreich abgeschlossen werden. Die Kosten für das Projekt beliefen sich auf 3 Millionen Euro, wovon 2,2 Millionen Euro aus öffentlichen Mitteln und der Rest mit Spendengeldern finanziert war.

## Volksbibliothek
Neben dem Saal für den Gottesdienst mit rund 900 Sitzplätzen enthält das Gebäude auch eine evangelische Volksbibliothek. Die Bibliothek wurde am 1. April 1830 im Temple du Change gegründet und 1889 in den Grand Temple überführt. Mit den vielen Stadtbibliotheken in ihrer Umgebung konnte sie nicht lange mithalten, so dass sie 1926 ihre Neuanschaffungen einstellte und 1930 endgültig schloss. Das Außergewöhnliche an ihr ist, dass sie noch in ihrem ursprünglichen Zustand erhalten ist. Sie enthält etwa 4500 Bücher über Geschichte, Philosophie, Theologie, Reiseberichte sowie viele Romane für Kinder und Erwachsene, Sammlungen von Volksliedern und Zeitschriften.

## Orgel

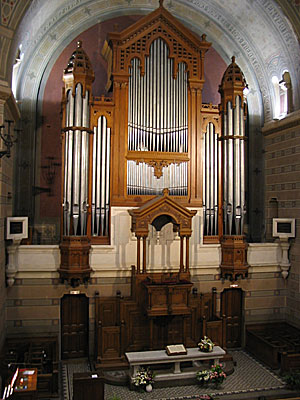
Orgel im Grand Temple

Die Orgel stammt vom Orgelbauer Joseph Merklin (1819–1905). Ihr erster Besitzer Albert Périlhou weihte sie am 26. Mai 1884 ein. Das Instrument ist historisch bedeutsam, da sie die erste Orgel von Joseph Merklin war, die mit einer elektro-pneumatischen Traktur ausgerüstet war. Die Orgel wurde durch ein Feuer im Jahr 1922 zerstört, in den Jahren darauf von der Firma Michel, Merklin & Kuhn umgebaut und mit einer mechanisch-pneumatischen Traktur versehen. In den 1960er Jahren unternahm der Orgelbauer Dunand einige Anpassungen. Der Orgelbauer Promonet stattete sie während einer 2002 vorgenommenen Restaurierung mit einer zweiten beweglichen Digitalkonsole aus.
| Grand orgue C–g3 |              |       |
| 01.              | Montre       | 16′   |
| 02.              | Bourdon      | 16′   |
| 03.              | Montre       | 08′   |
| 04.              | Bourdon      | 08′   |
| 05.              | Violoncelle  | 08′   |
| 06.              | Prestant     | 04′   |
| 07.              | Quinte flûte | 2 ⁄3′ |
| 08.              | Doublette    | 02′   |
| 09.              | Fourniture V |       |
| 10.              | Trompette    | 08′   |
| 11.              | Clairon      | 04′   |

| Positif C–g3 |               |        |
| 12.          | Unda Maris    | 08′    |
| 13.          | Salicional    | 08′    |
| 14.          | Bourdon flûte | 08′    |
| 15.          | Principal     | 04′    |
| 16.          | Flûte douce   | 04′    |
| 17.          | Nasard        | 2 ⁄3′  |
| 18.          | Octavin       | 02′    |
| 19.          | Tierce        | 1 3⁄5′ |
| 20.          | Clarinette    | 08′    |

| Récit expressif C–g3 |                  |    |
| 21.                  | Voix céleste     | 8′ |
| 22.                  | Bourdon          | 8′ |
| 23.                  | Cor de Nuit      | 8′ |
| 24.                  | Gambe            | 8′ |
| 25.                  | Flûte Trav.      | 8′ |
| 26.                  | Flûte octaviante | 4′ |
| 27.                  | Voix-Humaine     | 8′ |
| 28.                  | Plein Jeu III    |    |
| 29.                  | Basson-Hautbois  | 8′ |
| 30.                  | Trompette        | 8′ |
| 31.                  | Clairon          | 4′ |

| Pedal C–f1 |             |     |
| 32.        | Contrebasse | 16′ |
| 33.        | Flûte       | 08′ |
| 34.        | Soubasse    | 16′ |
| 35.        | Bourdon     | 08′ |
| 36.        | Bombarde    | 16′ |
| 37.        | Trompette   | 08′ |
| 38.        | Clairon     | 04′ |

- historischer Spieltisch (oben)
  - Koppeln: Pos/Go, Rec/Go (8′ & 16′), Rec/Pos, Go/P, Pos/P, Rec/P
  - Spielhilfen: Registercrescendo, Schwelltritte für Positiv und Récit
- mobiler Spieltisch (unten)
  - Koppeln: Pos/Go, Rec/Go (4′ & 8′ & 16′), Rec/Pos, Go/P, Pos/P, Rec/P
    - Sub- und Superoktavkoppeln:  Go, Pos, Rec

  - Spielhilfen: elektrische Setzerkombination, Registercrescendo, Schwelltritte für Positiv und Récit